# Resolutie 2204 Veiligheidsraad Verenigde Naties
Resolutie 2204 van de Veiligheidsraad van de Verenigde Naties werd unaniem aangenomen door de VN-Veiligheidsraad op 24 februari 2015 en verlengde de sancties tegen Jemen met een jaar.

## Achtergrond
Nadat de protesten in Jemen in 2011 een einde hadden gemaakt aan het 33-jarige bewind van president Saleh, laaide ook het langlopende conflict met de Houthi-rebellen in het noordwesten weer op. In september 2014 bestormden zij de hoofdstad, waarop de vorming van een eenheidsregering werd overeengekomen. In januari 2015 bezetten ze ook het presidentieel paleis, waarop de hele regering aftrad. In februari werd het parlement afgezet, waarna er een "revolutionair comité" werd gevormd om het land te besturen. Dit leidde tot een burgeroorlog tussen de regering en de Houthi-rebellen. De regering werd daarbij gesteund door een door buurland Saoedi-Arabië geleide coalitie die luchtaanvallen uitvoerde tegen de Houthi.

## Inhoud
De politieke, veiligheids-, economische en humanitaire situatie in Jemen bleef zorgwekkend, waaronder het geweld en illegaal wapengebruik.
De maatregelen die met resolutie 2140 waren opgelegd – de bevriezing van fondsen en het reisverbod tegen bepaalde daartoe op een lijst geplaatste personen en entiteiten omdat ze de vrede, veiligheid en stabiliteit van Jemen bedreigden – werden verlengd tot 26 februari 2016.

## Verwante resoluties
- Resolutie 2140 Veiligheidsraad Verenigde Naties (2014)
- Resolutie 2201 Veiligheidsraad Verenigde Naties
- Resolutie 2216 Veiligheidsraad Verenigde Naties
- Resolutie 2266 Veiligheidsraad Verenigde Naties (2016)

Lijst ·  2196 ·  2197 ·  2198 ·  2199 ·  2200 ·  2201 ·  2202 ·  2203 ·  2204 ·  2205 ·  2206 ·  2207 ·  2208 ·  2209 ·  2210 ·  2211 ·  2212 ·  2213 ·  2214 ·  2215 ·  2216 ·  2217 ·  2218 ·  2219 ·  2220 ·  2221 ·  2222 ·  2223 ·  2224 ·  2225 ·  2226 ·  2227 ·  2228 ·  2229 ·  2230 ·  2231 ·  2232 ·  2233 ·  2234 ·  2235 ·  2236 ·  2237 ·  2238 ·  2239 ·  2240 ·  2241 ·  2242 ·  2243 ·  2244 ·  2245 ·  2246 ·  2247 ·  2248 ·  2249 ·  2250 ·  2251 ·  2252 ·  2253 ·  2254 ·  2255 ·  2256 ·  2257 ·  2258 ·  2259